# Mount Anne
Der Mount Anne ist ein Berg im Süden des australischen Bundesstaates Tasmanien. Er liegt in der tasmanischen Wildnis, einem Gebiet, das als UNESCO-Welterbe gelistet ist.
Mount Anne steht in der Reihe der höchsten Berge Tasmaniens an 19. Stelle und ist damit die höchste Erhebung im Southwest-Nationalpark, an dessen Nordrand er liegt. Der Berg dominiert die Gegend um den Lake Pedder.

## Geologie
Der Berg besteht zwar vornehmlich aus einer Diabasstruktur, die aber einen Unterbau aus Dolomit besitzt und ein ausgedehntes Höhlensystem enthält. Dort findet sich auch die berühmte Anna-a-Kananda-Höhle, eine der tiefsten Höhlen Australiens. Etliche Höhlenforscher fanden bereits bei der Erforschung der Höhle den Tod.

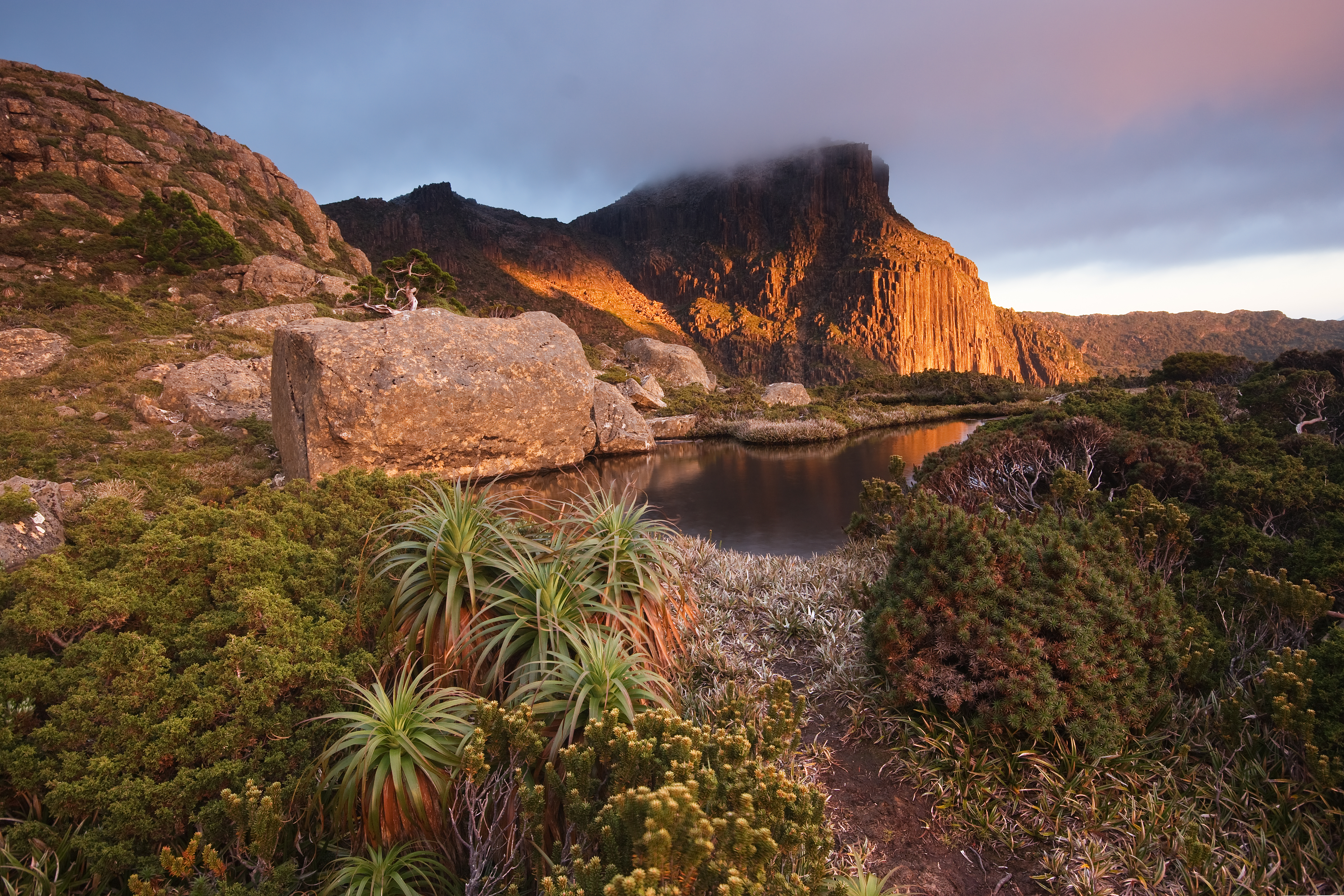
Mount Anne vom High Camp Shelf aus, mit Vegetation aus der Gondwanazeit

## Vegetation
An seinem Nordostsporn besitzt der Mount Anne eine großartige Vegetation aus der Gondwanazeit. Darunter finden sich einige der ältesten Pflanzenarten auf unserem Planeten.

## Geschichte
Der Mount Anne wurde von George Frankland 1835 nach dessen Frau Georgina Anne benannt. Henry Judd erreichte das Plateau des Mount Anne von Tal des Huon River aus im Jahre 1880. Am 25. Dezember 1929 fanden Walter Crookall und Geoff Chapman, Mitglieder des Hobart Walking Club als erste einen Weg auf den Gipfel. Aus der tagelangen Wanderung von Maydena oder Huonville aus, wurde ein Tagesausflug, als 1970 die Scotts Peak Dam Road fertiggestellt wurde.